# Nephrotoma byersi
Nephrotoma byersi is een tweevleugelige uit de familie langpootmuggen (Tipulidae). De soort komt voor in het Nearctisch gebied.